# Bluetooth Special Interest Group

Logo Bluetooth

Le Bluetooth Special Interest Group plus souvent abrégé en SIG est l'organisme qui supervise l'élaboration de normes Bluetooth et octroie les licences de la marque et de la technologie Bluetooth aux fabricants.
Le SIG est fondé en 1998 par Ericsson, Intel, IBM, Nokia et Toshiba.